# Tharptown
 (août 2025).
Tharptown est une census-designated place située dans le comté de Northumberland, dans l’État de Pennsylvanie, aux États-Unis. Lors du recensement de 2020, elle compte 487 habitants.